# Segunda Batalha de Adobe Walls

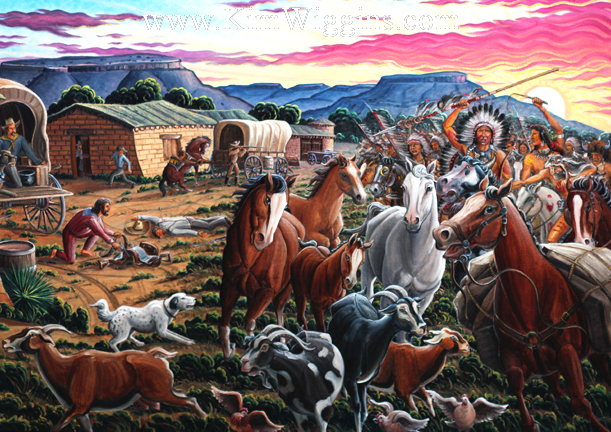
Visão artística da Segunda Batalha de Adobe Walls.

A Segunda Batalha de Adobe Walls, foi travada em 27 de junho de 1874, entre as forças Comanche e um grupo de 28 caçadores de búfalos dos EUA que defendiam o assentamento de Adobe Walls, onde é hoje o Condado de Hutchinson, Texas. "O Adobe Walls era pouco mais que uma ilha solitária no vasto mar das Grandes Planícies, um refúgio solitário desconhecido e praticamente desconhecido".